# Şirinköy, Gürgentepe
Şirinköy là một xã thuộc huyện Gürgentepe, tỉnh Ordu, Thổ Nhĩ Kỳ. Dân số thời điểm năm 2010 là 118 người.